# Смит, Чарльз Эмори
Чарльз Эмори Смит (англ. Charles Emory Smith; 18 февраля 1842 — 19 января 1908) — американский журналист и политический деятель.
В 1890—1892 годах занимал пост посла США в России. Также занимал должность Генерального почтмейстера США в кабинетах президентов Мак-Кинли и Теодора Рузвельта.